# Sibdon Carwood
Sibdon Carwood is een civil parish in het bestuurlijke gebied Shropshire, in het Engelse graafschap Shropshire met 82 inwoners.